# Hotel Gevora
Hotel Gevora  (Gevora Hotel, także: Ahmed Abdul Rahim Al Attar Tower) – wieżowiec w Dubaju w Zjednoczonych Emiratach Arabskich.
Budynek ma 357,80 m wysokości całkowitej (wraz z masztem antenowym i 356,30 m wysokości mierząc ją do dachu) oraz 75 pięter nadziemnych i 2 podziemne.
Budowa konstrukcji budynku została zakończona w 2010 roku, a jego oddanie do użytku nastąpiło w 2017 roku.
Budowa została wstrzymana w okresie od listopada 2006 do maja 2007, ponieważ deweloper zerwał umowę z głównym wykonawcą (Al Fara'a Contracting). Później budowa została wznowiona; głównym wykonawcą był Naresco Contracting Co.

## Galeria

Hotel Gevora
w czasie budowy (po prawej), po lewej: 21st Century Tower, w centrum: Rose Rotana Suites, 2010
na tle Dubaju (w lewym górnym narożniku, widok z Burdż Chalifa), 2015